# 病中吟
病中吟原名《安適》。
，劉天華第1首二胡作品，可說是中國第1首近代二胡獨奏曲。劉氏在失業及父親去世的雙重打擊下寫成，此曲暗示作者欲擺脫過去的困境，努力奮鬥掙扎的意味，並表達作者苦悶心情，並非指作者生重病，病中呻吟之意。
這是1首在中國傳統民間藝術基礎上，採用西方帶再現的3部曲式結構原則創作的樂曲。

## 結構
本曲可分3個段落和尾聲：
1. 第1段（第1-32小節；慢板）：由連綿不斷的長樂句組成，其中6度、7度及8度的大跳，表現了不安的情緒。
2. 第2段（第33-48小節；較前段略快）：較多分割和停頓，一連串短樂句過後，連續的十六分音符把樂曲推至高潮。
3. 第3段（第49-56小節；慢板）：將第1段的主題再現並稍加變化。
4. 尾聲(第57-64小節；快板）：情緒再次激烈，旋律推至最高音時突然出現12度的下行滑音。

1. ↑  .   [2023-09-01]. （原始内容存档于2023-09-01）.